# Cantonul Bosnia Centrală
Cantonul Bosnia Centrală este una dintre cele 10  unități administrativ-teritoriale de gradul I  ale statului  Bosnia și Herțegovina (Federația Bosniei și Herțegovinei). Are o populație de 29.572 locuitori. Reședința sa este orașul Travnik.